# جبال الألب الجوليانية
جبال الألب الجوليانية (بالسلوفينية: Julijske Alpe)‏ هي سلسلة جبلية جيرية من جبال الألب الجنوبية التي تمتد من شمال شرق إيطاليا إلى سلوفينيا، حيث يصل ارتفاعها إلى 2864 متر في جبل تريغلاف. سميت تيمنًا بالإمبراطور الروماني الراحل يوليوس قيصر المؤسس الحقيقي لبلدية تشيفيدالي ديل فريولي عند سفح الجبل وهي جزء كبير من جبال الألب الجوليانية ضمن حديقة تريغلاف الوطنية.